# Prospero Caterini

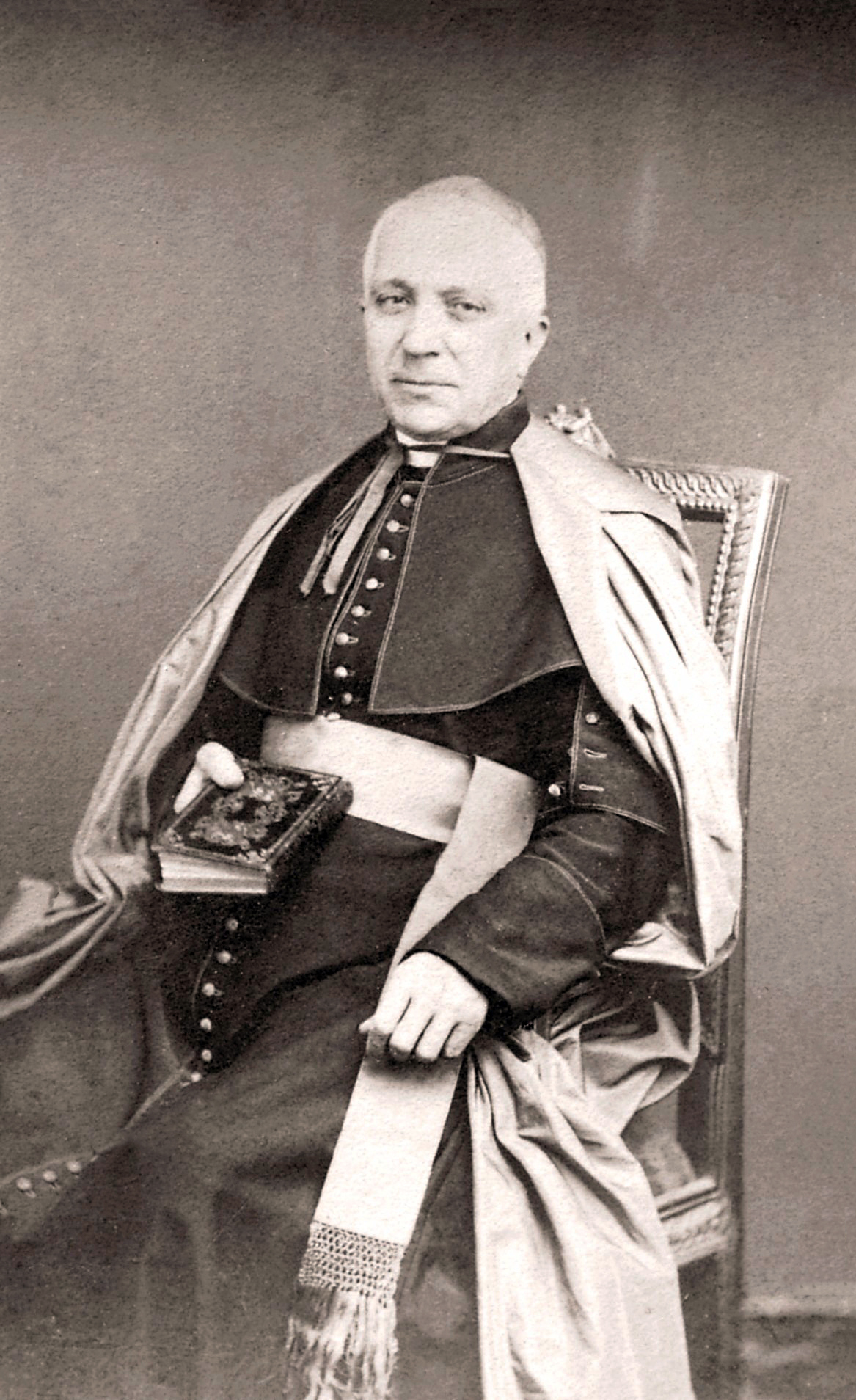
Prospero Caterini

Prospero Caterini (Onano, 15 oktober 1795 – Rome, 28 oktober 1881) was een kardinaal van de Rooms-Katholieke Kerk.

## Biografie
Prospero was een zoon van Francesco Caterini en Maria Domenica Pacelli. Zijn moeder was de zuster van Eugenio Pacelli’s grootvader, Marcantonio Pacelli. In de jaren 20 van de 19e eeuw verhuisde Prospero naar Rome oom daar studies voor het priesterschap te volgen.
Na zijn wijding tot priester was Prospero onder meer plaatsvervangend secretaris van de Congregatie voor de Bisschoppen en secretaris van de Congregatie voor de Katholieke Opvoeding. Daarnaast was hij kanunnik van de Sint-Pietersbasiliek.
Op 7 maart 1853 werd Prospero door paus Pius IX verheven tot kardinaal-diaken van Santa Maria della Scala. Op 26 september 1860 werd hij aangesteld als prefect van de Congregatie voor de Clerus, een functie die hij tot 1881 zou vervullen. In 1867 werd Prospero gevraagd als voorzitter van de commissie die het Eerste Vaticaans Concilie moest voorbereiden. Aan dit concilie zou hij zelf ook deelnemen. Op 21 december 1876 werd hij tevens benoemd tot secretaris van de Congregatio Romanae et Universalis Inquisitionis, de huidige Congregatie voor de Geloofsleer.
Als kardinaal-protodiaken, de langstzittende kardinaal-diaken, was hij de kardinaal die de verkiezing van paus Leo XIII in 1878 publiekelijk bekendmaakte. Door ziekte was hij echter niet in staat de kroning van de nieuwe paus te verrichten.
Op 28 oktober 1881 overleed Prospero Caterini. Hij werd begraven op de Campo Verano begraafplaats te Rome.

## Bijzonderheden
Prospero’s naam werd genoemd in de controverse rondom de gebeurtenissen in La Salette. In 1846 zou hier de Maagd Maria aan twee herderskinderen zijn verschenen en hen geheime boodschappen hebben gegeven, die bekend werden gemaakt aan paus Pius IX. Een van de kinderen, Mélanie Calvat, zou later teksten hebben toegevoegd aan de geheime boodschap, die sterk afweken van de versie uit 1851. Een van de teksten was, dat Rome zijn geloof zou verliezen en de zetel van de antichrist zou worden. Deze boodschap werd met de toestemming van de bisschop van Lecce gepubliceerd, maar zonder de goedkeuring van het Vaticaan.
Op persoonlijke titel schreef Prospero Caterini op 8 augustus 1880 een brief aan de bisschop van Troyes, waarin hij hem verzocht er zorg voor te dragen dat het boek L'Apparition de la Très Sainte Vierge sur la Montagne de La Salette uit de handel werd gehaald, zodat het niet in de handen van gelovigen zou vallen.
- Bibliothèque nationale de France: cb111396587 (data)
- Gemeinsame Normdatei: 1055236503
- International Standard Name Identifier: 0000 0000 6152 0369
- Istituto Centrale per il Catalogo Unico: RMLV042563
- SNAC: w6qv6fb3
- Système universitaire de documentation: 243793812
- Virtual International Authority File: 29905424
- WorldCat: E39PBJmDgt4TbgWpYprg7R7bVC